# The Flash (7.ª temporada)
A sétima temporada da série de televisão americana super-herói The Flash, que é baseada no personagem DC Comics Barry Allen/Flash, estreou em The CW em 16 de novembro de 2021. É ambientado no Arrowverse, compartilhando continuidade com o outras séries de televisão do universo, e é um spin-off de Arrow. A temporada é produzida pela Berlanti Productions, Warner Bros. Television e DC Entertainment, com Eric Wallace atuando como showrunner.
A temporada foi encomendada em 3 de fevereiro de 2021. As filmagens começaram em agosto e terminaram em abril seguinte. Grant Gustin estrela como Barry, com os principais membros do elenco Candice Patton, Danielle Panabaker, Danielle Nicolet, Kayla Compton, Brandon McKnight e Jesse L. Martin também retornando de temporadas anteriores. Esta é a última temporada a apresentar Martin como regular na série. A série foi renovada para uma nona e última temporada em 22 de março de 2022 e deve ir ao ar no início de 2023.

## Episódios
A sétima temporada é dividida em dois arcos de enredo "Graphic Novel", conhecidos como a terceira e a quarta história em quadrinhos, respectivamente; esta numeração continua a partir das duas primeiras "Novelas Gráficas" estabelecidas na sexta temporada. Os três primeiros episódios da temporada concluem o segundo "Graphic Novel" que começou, mas deveria ter terminado na sexta temporada.
| Graphic Novel # 2: Reflexões e mentiras (cont.) |    |                                                                             |                     |                                                                              |                     |      |
| 134 | 1  | "All's Well That Ends Wells" "(Tudo Está Bem Quando Termina em Wells)" (BR) | Alexandra La Roche  | Sam Chalsen & Lauren Certo                                                   | 2 de março de 2021  | 1.00 |
| Tendo se congelado criogenicamente para preservar sua energia de Força de Velocidade de 1%, Barry Allen acorda quando Eva McCulloch é vista destruindo os restos do Buraco Negro. Ele tenta convencê-la a parar e libertar sua esposa, Iris West-Allen, do Mirrorverse, mas sem sucesso, Eva termina seu último ataque destruindo Sam Scudder, sua primeira duplicata no espelho, na frente de Rosalind Dillon. Cecile Horton interroga Dillon, descobrindo que ela está trabalhando com Eva. Usando suas habilidades de empatia, Cecile faz Dillon revelar que Eva planeja usar uma bomba para destruir um avião do Buraco Negro sobre Central City. Enquanto isso, Nash Wellse os Wellses ocupando sua mente percebem que podem ativar o gerador de Força de Velocidade Artificial de Barry (ASF), mas isso resultaria na morte de Nash. Ele tenta explorar outros métodos, mas com o tempo se esgotando, Nash se sacrifica e os outros Wells para restaurar a velocidade de Barry. Barry salva Central City e pretende informar seus amigos sobre o sacrifício de Nash. Em outro lugar, Iris tenta escapar do Mirrorverse enquanto Eva descobre que ela também é uma duplicata do espelho e que a Eva real morreu na explosão do acelerador de partículas do STAR Labs .                                                 |    |                                                                             |                     |                                                                              |                     |      |
| 135 | 2  | "The Speed of Thought" "(A Velocidade do Pensamento)" (BR)                  | Stefan Pleszczynski | Jonathan Butler & Gabriel Garza                                              | 9 de março de 2021  | 0.99 |
| Depois de prantear Nash e os Wellses, Barry e Cisco Ramon trabalham para salvar Iris, Kamilla Hwang e o capitão David Singh do CCPD abrindo um portal para o Mirrorverse. Barry descobre que a ASF concedeu-lhe o pensamento rápido, permitindo-lhe prever os resultados, enquanto o fazia se tornar impessoal. Usando suas novas habilidades, ele expõe Eva como uma impostora na televisão ao vivo, forçando-a a fugir. No entanto, surge uma escolha: salvar Iris ou salvar Kamilla e Singh. Quando Barry prioriza salvar exclusivamente Iris, Cisco, Frost e Allegra Garcia junte forças para detê-lo, mas falhe. Enquanto isso, Iris planeja um encontro com Kamilla e Singh, mas eles sofrem convulsões. Quando Barry abre o portal, ele força Iris a passar sozinha, mas ela também sofre convulsões. Isso choca Barry, fazendo-o perceber o que fez e desabilitar o ASF. Em outro lugar, uma Eva enlouquecida planeja dominar o mundo substituindo todos por duplicatas no espelho enquanto um confuso Harrison Wells da Terra-1 se materializa onde seu cadáver estava 20 anos após sua morte. |    |                                                                             |                     |                                                                              |                     |      |
| 136 | 3  | "Mother" "(Mãe)" (BR)                                                       | David McWhirter     | Eric Wallace & Kristen Kim                                                   | 16 de março de 2021 | 0.98 |
| Eva começa a substituir as pessoas por duplicatas de espelho. Sue Dearbon e Ralph Dibny voltar com evidências para exonerá-la dos crimes de Eva, mas ele se tornou uma bolha depois que a McCulloch Technologies foi destruída. Embora Eva convença Barry de que ele não pode vencer, Wells chega ao STAR Labs e o lembra de que ele é o modelo do amor. Enquanto Barry verifica Iris, ele a revive. Barry e sua equipe reativam o ASF e lutam contra as duplicatas enquanto Barry revive a Força de Velocidade original antes que ele e Iris convencam Eva a se retirar. Mostrando remorso, Eva tenta impedir seus duplicados, mas eles se tornam muito poderosos, então ela une forças com Barry e Iris para destruí-los. Depois de libertar seus prisioneiros, Eva parte para o Mirrorverse para começar de novo. Afirmando que agora pode perceber toda a sua vida de uma vez e viajar livremente pelo tempo e espaço, Wells decide se colocar em um loop temporal para que possa viver em paz com sua esposa,Tess Morgan , enquanto uma Sue exonerada e um Ralph em recuperação viajam pelo mundo para impedir outras organizações no estilo do Buraco Negro. 18 horas antes, quando Barry e Iris reviveram a Speed Force, eles sem saber lançaram quatro relâmpagos de cores diferentes.                              |    |                                                                             |                     |                                                                              |                     |      |
| Graphic Novel #3: Complexo de deus |    |                                                                             |                     |                                                                              |                     |      |
| 137 | 4  | "Central City Strong" "(Central City Forte)" (BR)                           | Jeff Byrd           | História por: Kristen Kim Roteiro por: Joshua V. Gilbert e Jeff Hersh        | 23 de março de 2021 | 0.98 |
| Uma semana após o ataque de Eva, Central City começa a reconstruir enquanto Iris e Allegra trabalham para cobrir o incidente Mirrorverse para o Central City Citizen . A primeira luta para enfrentar o trauma de sua provação no Mirrorverse, enquanto Barry luta com sua culpa por não deduzir que Mirror-Iris era um impostor. Enquanto isso, Abra Kadabra retorna e se deixa ser preso por ARGUS para completar uma bomba anti-matéria que pretende usar em Central City em retaliação pelo desaparecimento de sua família após a crise e fazer Barry sofrer. Barry consegue convencer Kadabra a desativar a bomba, mas eles são repentinamente atacados por um monstro, que absorve a bomba. Kadabra tenta salvar Barry, mas é morto pelo monstro. Quase mata Barry também, mas estremece de dor e foge. Allegra é promovida a redatora da equipe e Iris se junta a um grupo de apoio Mirrorverse. Em outro lugar, depois de ambos sofrerem de dores de cabeça, Frost e Caitlin Snow revelam a Cisco que foram separados um do outro. |    |                                                                             |                     |                                                                              |                     |      |
| 138 | 5  | "Fear Me" "(Tenha Medo de Mim)" (BR)                                        | David McWhirter     | História por: Thomas Pound Roteiro por: Lauren Barnett e Christina M. Walker | 30 de março de 2021 | 0.91 |
| Devido a Eva usar sua Mirror Gun em Caitlin, o DNA metahumano de Frost criou um novo corpo. Caitlin e Frost discutem se devem se fundir novamente ou permanecer separados, mas acabam concordando com o último. Barry é visitado pela Speed Force, como sua mãe Nora Allen, carregando a mesma assinatura energética do monstro que atacou Barry e Kadabra, apelidado de "Fuerza". Barry dá à Força de Velocidade seu medidor de velocidade para monitorar sua saúde antes de lutar contra um novo inimigo, Psych, que está usando ondas de medo para prender todos em Central City em pesadelos perpétuos. Barry é ferido por um envolvendo Eobard Thawne e Savitar. O Team Flash usa a velocidade de Barry, as habilidades de Cecile e Clifford DeVoe para produzir uma onda de coragem para parar Psych. No entanto, ele desaparece e Barry retorna à sua câmara criogênica para se recuperar. Em outro lugar, Kristen Kramer, uma ligação da Comissão de Logística Municipal do Governador, chega à CCPD, onde diz a Joe que está lá para prender Frost. Mais tarde, a Speed Force diz que ela foi atacada por Psych e Fuerza e ambos são "como ela". |    |                                                                             |                     |                                                                              |                     |      |
| 139 | 6  | "The One With The Nineties" "(Aquele com os anos noventa)" (BR)             | Jeff Byrd           | Kelly Wheeler & Emily Palizzi                                                | 6 de abril de 2021  | 0.97 |
| Cisco e Chester P. Runk comece a criar dispositivos para detectar Fuerza e Psych. Enquanto colocam um perto da cidade natal de Chester, no entanto, eles estão presos em um loop temporal do dia anterior ao do pai de Chester, Quincy, morrer em um acidente de carro. Com a ajuda de Quincy, Chester e Cisco construíram um dispositivo para detectar e se proteger do "deus do tempo", Deon Owens, um quarterback do colégio que está tentando prevenir uma lesão que arruinou sua carreira no futebol. Chester o convence a deixar de lado seu passado e que o futuro permanece não escrito, fazendo Deon perceber que ele pode mudar o futuro de todos antes de desaparecer, encerrando o loop temporal e retornando Chester e Cisco ao presente. Os dois não conseguem encontrar Deon, embora eles acreditem que ele não sabe do renascimento da Força de Velocidade. Cisco mais tarde descobre três outras "forças", os nomes de Still, Strength e Sage, e determina que Deon, Fuerza e Psych são seus respectivos conduítes. Enquanto isso, Barry emerge de sua câmara criogênica e Iris se liga à Speed Force antes de convidá-la para ficar com ela e Barry. Em outro lugar, Chester começa a trabalhar no antigo projeto de seu pai enquanto Joe avisa Frost sobre Kramer, embora Frost se recuse a se esconder. |    |                                                                             |                     |                                                                              |                     |      |
| 140 | 7  | "Growing Pains" "(Crescentes Dores)" (BR)                                   | Alexandra La Roche  | Sam Chalsen & Jess Carson                                                    | 13 de abril de 2021 | 0.89 |
| Apesar da cura de sua batalha com Psych, os poderes de Barry sofrem falhas sempre que ele está perto da Speed Force. Tenta ajudar, mas sua aparência perturba Barry. Enquanto isso, um microchip é roubado dos Laboratórios Ivo e um motorista é morto por alguém com poderes de gelo. Kramer acredita que Frost é o culpado e emite um mandado de prisão para ela. Apesar de ser solicitado a não fazê-lo, Frost visita seu antigo bar para encontrar informações sobre o criminoso com o novo barman, Mark Blaine. Agora chamando a si mesmo de "Chillblaine", no entanto, ele revela que criou o microchip antes de ser disparado e usou sua própria tecnologia criogênica para replicar os poderes de Frost e enquadrá-la. Ele a derrota, mas ela o esfaqueia. Barry e Allegra chegam e fornecem atendimento médico enquanto Frost revela que ela gravou a confissão de Blaine. Quando Kramer e a polícia chegam, Frost decide se entregar e se entrega pacificamente. Barry e "Nora" reconhecem que ela é diferente da entidade Speed Force que ele conhecia antes e os dois juram lutar contra as outras Forças. |    |                                                                             |                     |                                                                              |                     |      |
| 141 | 8  | "The People V. Killer Frost"                                                | Sudz Sutherland     | Jonathan Butler & Gabriel Garza                                              | 4 de maio de 2021   | 0.74 |
| Barry e "Nora" partem para combater Fuerza em Keystone City e encontram Alexa Rivera, mas "Nora" acredita que Alexa é Fuerza e a assusta. Depois de ganhar sua confiança, Barry descobre que Alexa tem desmaiado sempre que fica com raiva. Ela concorda em ir para o STAR Labs, onde o Team Flash confirma que ela é Fuerza. "Nora" ataca Iris, e "Nora" usa os poderes de Barry para matar Alexa. Enquanto isso, no julgamento de Frost, Kramer tenta forçá-la a tomar a cura metahumana em vez da prisão. Perturbada, Caitlin faz sua mãe, Carla Tannhauser, testar se a cura faria mal a Frost. A Cisco ajuda Caitlin e Allegra a invadir o CCPD para neutralizar as curas. No entanto, Kramer acusa Frost do ato e revela outro frasco que ela adquiriu de ARGUS Tannhauser confirma que a cura não prejudicará Frost e a insta a tomá-la, mas Frost está preocupado que ela perderá sua identidade. Kramer revela a Frost que ela perdeu um pelotão para um metahumano durante a "Operação Griffin". No tribunal, Frost expressa o quão injusto é forçar a cura a alguém e pede prisão perpétua sem liberdade condicional, com a qual o juiz concorda. |    |                                                                             |                     |                                                                              |                     |      |
| 142 | 9  | "Timeless" "(Eterno)" (BR)                                                  | Menhaj Huda         | Kristen Kim & Joshua V. Gilbert                                              | 11 de maio de 2021  | 0.74 |
| "Nora" diz a Iris e Barry que eles criaram as outras forças e promete matar Psych e Deon. Barry quer voltar no tempo para remover suas conexões com as Forças, mas Iris e Cisco discordam. Cisco dá a Kamilla uma câmera que pode detectar as forças, que mostra uma conexão entre eles e Iris, permitindo que o Team Citizen rastreie "Nora". Barry, Cisco e Chester aprimoram o dispositivo tachyon para extrair as partículas das Forças antes que Barry recupere Wells para criar uma "bolha do tempo" para proteger a linha do tempo. Percebendo as intenções de Barry, no entanto, Deon chega e destrói o dispositivo. Durante a busca do Team Citizen, eles são emboscados por Psych, que dá a Iris pesadelos de "Nora". Chester conserta o dispositivo enquanto Joe tenta dissuadir Barry de seu plano, mas Barry e Wells voltam no tempo de qualquer maneira. A extração revive Alexa e apaga Psych e Deon no presente. No entanto, Barry destrói o dispositivo para desfazer as mudanças ao perceber que seus aliados estão certos. Caitlin percebe o renascimento de Alexa, então Barry e Iris usam sua conexão com as Forças para reanimá-la. Wells vai embora e Cisco e Kamilla percebem que precisam deixar Central City enquanto "Nora" enfrenta Deon.                                                       |    |                                                                             |                     |                                                                              |                     |      |
| 143 | 10 | "Family Matters, Part 1" "(Família Matters, Parte 1)" (BR)                  | Philip Chipera      | Lauren Barnett & Emily Palizzi                                               | 18 de maio de 2021  | 0.67 |
| Enquanto "Nora" raciocina com Deon, Psych ataca bilionários. Iris descobre que Psych é Bashir Adil Malik, um ex-garoto rico que foi abandonado por seus pais adotivos e biológicos. Kramer retorna ao CCPD e pede a Joe para trazer Barry para discutir as transferências metahumanas após obter informações de que Rainbow Raiderdesapareceu. Mais tarde, ela revela que criou balas contendo a cura meta-humana com a aprovação do governador. Cecile avisa Joe que Kramer deve parar sua caçada por conta própria, levando Joe a se demitir do CCPD para permanecer justo. Ao mesmo tempo, Barry, Cisco e Caitlin treinam Alexa para controlar Fuerza, embora a determinação excessiva de Barry em fazer Fuerza lutar contra Psych resulte em Alexa ferir Cisco e ficar desmotivada. Para ajudá-la, Caitlin dá a Alexa um dispositivo para se comunicar com Fuerza. Depois que Fuerza defende Barry de Psych, Barry convence Psych a vir para o STAR Labs. No entanto, Deon e "Nora" chegam e atacam Iris, Alexa e Psych. |    |                                                                             |                     |                                                                              |                     |      |
| 144 | 11 | "Family Matters, Part 2" "(Família Matters, Parte 2)" (BR)                  | Chad Lowe           | História por: Jonathan Butler e Gabriel Garza Roteiro por: Thomas Pound      | 25 de maio de 2021  | 0.64 |
| Iris, Alexa e Bashir fingem suas mortes e escapam usando uma ilusão. Bashir convence Alexa a voltar e lutar contra "Nora", que invoca uma tempestade que nocauteia Cecile e deixa prisioneiras em Iron Heights livre, embora Frost pare Chillblaine. Depois de não conseguir recrutar Deon, Barry confronta "Nora", mas ela revela que as outras forças conjuraram a tempestade. Deon trai "Nora", mas é forçado a recuar. Joe prova a Barry e Iris que eles não são maus pais e eles se reconciliam com Alexa, Bashir e Deon. Eles dominam "Nora" enquanto a tempestade se aproxima da massa crítica e ameaça destruir tudo. Bashir e Deon mostram a "Nora" um futuro completamente vazio de outros, oprimindo-a e convencendo-a a parar. Com o tempo se esgotando, as forças ajudam Barry para que ele possa correr rápido o suficiente para parar a tempestade. As forças se reconciliam e partem para expandir a Força de Velocidade enquanto Cecile recupera a consciência. Frost retorna ao apartamento de Caitlin após o promotor 'por seus esforços durante a tempestade e admite ter uma queda por Chillblaine. Enquanto tentam processar tudo, Barry e Iris decidem começar uma família. |    |                                                                             |                     |                                                                              |                     |      |
| Interlúdio |    |                                                                             |                     |                                                                              |                     |      |
| 145 | 12 | "Good-Bye Vibrations" "(Vibrações de adeus)" (BR)                           | Philip Chipera      | Kelly Wheeler & Jeff Hersh                                                   | 8 de junho de 2021  | 0.74 |
| Cisco aceita um emprego na ARGUS e revela que ele e Kamilla estão se mudando para Star City. Barry e Caitlin escondem seus sentimentos sobre a saída de Cisco para não dissuadi-lo, mas isso o perturba. Em outro lugar, a metahumana Carrie Bates, mais tarde apelidada de Rainbow Raider 2.0, engana uma caixa de banco para que dê dinheiro a ela, colocando-o em um estado de euforia. Barry e um Cisco entusiasmado demais confrontam Bates usando um dispositivo que eles usaram para parar o Rainbow Raider original, mas Bates o destrói e balança Cisco, que destrói um segundo confronto com Bates, permitindo-lhe influenciar Barry. Chester os faz voltar ao normal, e Cisco tem uma reconciliação chorosa com Barry e Caitlin. Depois que Bates consegue um dirigível do qual ela pode retirar dinheiro para "salvar as pessoas do sistema", Barry convence Bates a renunciar e trabalhar no comitê de desenvolvimento econômico do prefeito Sampson. Cisco dá sua tecnologia para Chester antes que o primeiro e Kamilla dêem festas de despedida. Depois de revelar que está prestes a encerrar um caso, Cecile jura encontrar uma máscara psíquica manifestando-se em seu reflexo. |    |                                                                             |                     |                                                                              |                     |      |
| 146 | 13 | "Masquerade" "(Mascarada)" (BR)                                             | Rachel Talalay      | Sam Chalsen & Christina M. Walker                                            | 15 de junho de 2021 | 0.76 |
| Depois de revelar lacunas no passado de Kramer para Joe, Cecile, sob o controle do Psycho-Pirate O "espírito psíquico" da máscara, envia a consciência de Barry para uma paisagem mental onde ele encontra a verdadeira consciência de Cecile, que estava presa desde a Tempestade da Força duas semanas antes. "Psycho-Cecile" engana Iris, Chester, Caitlin e Sue para roubar a máscara do Museu da Cidade Central, que ela usa para ganhar poderes psíquicos aprimorados. Mais tarde, ela descobre a cadeira flutuante de DeVoe para amplificar e se alimentar dos poderes de Cecile. Na paisagem mental, Cecile revela a Barry que eles estão na memória de uma enfermaria psiquiátrica no Texas, onde ela era uma paciente após a morte de sua mãe, o que a deprimiu e a internou. Iris e Chester destroem a cadeira flutuante e Cecile supera sua tristeza, permitindo que ela e Barry recuperem seus corpos enquanto a máscara está confinada em ARGUS. |    |                                                                             |                     |                                                                              |                     |      |
| 147 | 14 | "Rayo de Luz" "(Raio de Luz)" (BR)                                          | Danielle Panabaker  | História por: Jess Carson Roteiro por: Jonathan Butler & Gabriel Garza       | 22 de junho de 2021 | N/A  |
| ranza Garcia / Ultravioletressurge para matar um Dr. Olsen, que contribuiu para transformar Ultravioleta em um assassino à custa de sua voz, e ataca Allegra para dissuadi-la de procurá-la. Ainda acreditando que ainda há algo de bom em seu primo, Allegra e Sue eventualmente rastreiam Ultravioleta e Olsen até um armazém, onde Allegra libera todo o potencial de seus poderes e derrota Ultravioleta. Olsen é enviado para a prisão enquanto Caitlin, Allegra e Sue se oferecem para ajudar o Ultravioleta e restaurar sua voz usando a pesquisa de Olsen. Enquanto isso, Joe oferece ajuda a Kramer, mas ela se recusa e ameaça prendê-lo. Durante uma segunda reunião, no entanto, ela revela que foi seu irmão adotivo, Adam Creyke, que liderou seus homens para a emboscada, embora ela tenha se culpado desde então. Ela finalmente pede a Joe para ajudá-la a encontrar Creyke. Em outro lugar, Frost se encontra com Chillblaine, |    |                                                                             |                     |                                                                              |                     |      |
| Graphic Novel #4: |    |                                                                             |                     |                                                                              |                     |      |
| 148 | 15 | "Enemy at the Gates" "(Inimigo nos portões)" (BR)                           | Geoff Shotz         | História por: Joshua V. Gilbert Roteiro por: Thomas Pound                    | 29 de junho de 2021 | TBA  |
| Barry sonha com sua futura filha Nora West-Allen , levando-o a acreditar que Iris está grávida, então ele desenvolve uma maneira de testar os níveis de hCG de Iris . Apesar de Barry querer manter isso em segredo, Cecile e Chester descobrem. Enquanto isso, Frost relutantemente leva Chillblaine para o STAR Labs depois que ele se machuca em uma luta e devolve sua tecnologia. De repente, seis drones Godspeed de fala moderna chegam em Central City para atingir Barry, então Chester cria um algoritmo de tradução e ativa as defesas do STAR Labs. Quando os drones invadem, Chester foge para o Time Vault e tem Gideon aumentar um sinal de voz do modem para confundi-los, permitindo que Barry, Chillblaine e Frost os combatam. Quando um dos drones destrói Gideon, Barry foge para a cidade com todos os drones perseguindo-o, mas mais seis aparecem e atacam os primeiros seis antes que todos eles desapareçam para recarregar. Enquanto se recuperam, Frost e Chillblaine compartilham uma experiência romântica até que ele foge enquanto Barry descobre que Iris não está grávida. Em outro lugar, Cecile ajuda Caitlin a remover o chip do buraco negro de Esperanza e Joe e Kramer são atacados enquanto vigiam o barco de Creyke.                                                              |    |                                                                             |                     |                                                                              |                     |      |
| 149 | 16 | "P.O.W"                                                                     | Marcus Stokes       | Kristen Kim & Dan Fisk                                                       | 6 de julho de 2021  | TBA  |
| Barry sonha com Nora novamente, que o avisa que seu futuro está em perigo. John Diggle chega e ajuda Barry a prender um drone Godspeed, que revela que eles estão procurando pelo "prime" August Heart, e pede a ajuda de Barry para matá-lo, mas foge após Barry se recusar. Diggle convence Barry a ir para 2049 para verificar Nora, mas ele é expulso da Força de Velocidade por drones Godspeed. Barry então encontra Deon protegendo Iris, que está inexplicavelmente passando por planos temporais. Diggle, Cecile e Frost encontram um Coração amnésico, mas logo o fazem lembrar de sua identidade. Após isso, Diggle promete resolver algo que ele tem "adiado". Enquanto isso, depois de Caitlin tratá-la, Esperanza pede a ajuda de Allegra para impedir outros remanescentes do Buraco Negro, mas Allegra se recusa. No entanto, as ações de Barry levam Allegra a se juntar a Esperanza, mas ela é tarde demais e Esperanza morre em seus braços. Em outro lugar, Joe e Kramer prendem seu atacante, Creyke, que revela que traiu Kramer e os militares como vingança pelos experimentos que sofreu devido às suas habilidades. Joe impede Kramer de matar Creyke e eles o prendem. Depois, Nora chega de 2049 ao lado Bart Allen , o futuro filho de Barry.                                                  |    |                                                                             |                     |                                                                              |                     |      |
| 150 | 17 | "Heart of the Matter, Part 1"                                               | Eric Dean Seaton    | Eric Wallace & Lauren Barnett                                                | 13 de julho de 2021 | TBA  |
| Barry permite que Bart e Nora fiquem no passado e se juntem a ele na luta contra um esquadrão de drones Godspeed. Depois de mirar em Bart, ele explica que considera Godspeed "seu Thawne", já que testemunhou o assassinato de Jay Garrick, que sempre encorajou a atitude impulsiva de Bart. Enquanto Barry tenta entrar em contato com Wally Westpara obter ajuda, Iris retorna. Depois de várias derrotas contra os drones, Barry e Iris decidem colocar Nora e Bart no banco. No entanto, drones rebeldes capturam Jay em Keystone City enquanto ele recuperava sua velocidade e exigem Bart em troca de sua vida. Bart sai para lutar contra eles, mas é nocauteado e quase morto pelos drones. Barry e Nora resgatam Jay e Bart enquanto Cisco chega e prende os drones. Enquanto isso, Chester pede ajuda a Allegra para carregar um dispositivo para remover a velocidade dos drones e consola-a ao saber da morte de Esperanza. Enquanto Joe e Kramer voltam de ajudar o FBI a investigar Creyke, eles testemunham muitos dos cidadãos de Central City fugindo para escapar da "Guerra Godspeed". Depois, Cecile ajuda Barry a entrar na mente de Heart, onde ele encontra uma versão de Heart com suas memórias.                                                                                                 |    |                                                                             |                     |                                                                              |                     |      |
| 151 | 18 | "Heart of the Matter, Part 2"                                               | Marcus Stokes       | Eric Wallace & Kelly Wheeler                                                 | 20 de julho de 2021 | TBA  |

## Elenco e personagens

### Principal
- Grant Gustin como Barry Allen / Flash
- Candice Patton como Iris West-Allen
- Jesse L. Martin como Capitão Joe West
- Danielle Nicolet como Meta-Advogada Cecile Horton
- Danielle Panabaker como Dra. Caitlin Snow / Nevasca
- Carlos Valdes como Cisco Ramon / Mecha-Vibro
- Tom Cavanagh como Nash Wells (Terra-Prime) / Harrison Wells (Terra-1) /  Sherloque Wells (Terra-221) / HR Wells (Terra-19) / Harry Wells (Terra-2) / Orson Wells (Terra-TUD23)
- Kayla Compton como Allegra Garcia
- Brandon McKnight como Chester P. Runk
- Efrat Dor como Dra. Eva McCulloch / Mestra dos Espelhos

### Recorrente
- Jordan Fisher como Bart West-Allen / Impulso
- Jessica Parker Kennedy como Nora West-Allen / XS
- Victoria Park como Kamilla Hwang
- Natalie Dreyfuss como Sue Dearbon
- Carmen Moore como Kristen Kramer
- Jessica Hayles como Arielle Atkins
- Patrick Sabongui como David Singh
- Jon Cor como Mark Stevens / Chillblaine

### Convidados Especiais
| - Matt Letscher como Eobard Thawne / Flash Reverso (arquivos) - Keiynan Lonsdale como Wally West / Kid Flash (arquivos) - TBA como Ralph Dibny / Homem-Elástico - Michelle Harrison como Força de Aceleração - John Wesley Shipp como Jay Garrick - Eric Nenninger como Joseph Carver - Morena Baccarin como Gideon (voz) - David Ramsey como John Diggle - Karan Oberoi como August Heart / Godspeed - Natalie Sharp como Millie Rawlins / Sunshine | - Ashley Rickards como Rosa Dillon / Pião - Gray Damon como Sam Scudder (foto) - Donny Lucas como Chip Cooper - Ennis Esmer como Psych - Mitra Suri como Amélie - Kunal Jaggi como Steven Lee - Frances Leigh como Alice Lee - Stephanie Izsak como Daisy Korber - Mark Brandon como Richard Dearbon - Nancy Hills como Penelope Dearbon - David Dastmalchian como Philippe / Abra Kadabra |

## Produção

### Desenvolvimento
Em janeiro de 2020, The CW renovou a série para uma sétima temporada. Na San Diego Comic-Con de 2019, a estrela da série Grant Gustin deu a entender que poderia ser a última temporada, já que nenhum dos atores foi contratado por mais de sete temporadas. No entanto, o show foi posteriormente renovado pela The CW em 3 de fevereiro de 2021, confirmando que continuaria com pelo menos uma oitava temporada. However, the show was later renewed by The CW on February 3, 2021, confirming that it would continue with at least an eighth season.

### Roteiro
A sexta temporada terminou prematuramente, com 19 episódios dos 22 programados devido à pandemia de COVID-19. O showrunner Eric Wallace disse que os três episódios restantes, que foram escritos, se tornarão os três primeiros episódios da sétima temporada. Ele admitiu que pode haver alguns pequenos ajustes feitos com base em como a pandemia afetaria os disparos, mas disse que a história de Eva McCulloch "segue uma trajetória muito específica que queremos homenagear e terminar". Wallace continuou que ele pensou que ter esses três episódios no início da sétima temporada estava "tornando-o mais forte porque nos força a olhar para essas duas coisas separadas - que é o fim da história de Eva e o início da próxima história do vilão e como ele se relaciona com Barry e Iris -" e fazendo uma forte conexão entre eles. Embora a integrante do elenco Danielle Panabaker tenha sido inicialmente eliminada de alguns episódios da temporada para acomodar sua licença-maternidade desde que ela deu à luz em abril de 2020, Wallace disse que houve discussões sobre a possibilidade de incluí-la de volta, pois a pandemia resultou em atrasos na produção. embora ele tenha notado que o processo de reescrita foi "complicado". Como a sexta temporada, a sétima temporada seria dividida em vários arcos "Graphic Novel", embora Wallace disse que eles "não seriam separados da maneira que eu acho que as pessoas esperam." As "Graphic Novels" são conhecidas como a terceira e a quarta graphic novels, continuando da sexta temporada. Wallace disse que todos os quatro estariam conectados, já que ele estava planejando contar "uma grande história" na sexta e sétima temporada. "Reflections and Lies", o segundo "Graphic Novel" da sexta temporada, termina com o terceiro episódio da sétima temporada.
Em relação ao personagem Ralph Dibny / Homem Elástico, dado que o ator Hartley Sawyer foi demitido do programa, Wallace disse que daria ao personagem "um descanso por um tempo. Mas vamos deixar a porta aberta" para uma versão do personagem aparecer novamente. O personagem ainda aparecerá no início da temporada, lidando com as linhas de enredo restantes do final da sexta temporada. Dados os poderes de Dibny permitem que ele altere sua aparência, isso criou "algumas maneiras" para ele "ainda aparecer em pelo menos um episódio nesta temporada para encerrar o enredo, que nos dá o que precisamos e ainda permite que os fãs digam adeus ao personagem, pelo menos por um futuro indefinido." Wallace também revelou que eles tinham um enredo planejado para Dibny com outro personagem que teria se ligado ao vilão principal da temporada. Como resultado, outro personagem foi utilizado para esse enredo e Wallace disse que "o enredo se tornou muito mais forte" porque se tornou mais uma jornada emocional para eles, indo "a algum lugar que nunca imaginamos que iriam até muitas temporadas depois". Apesar de estabelecer a relação entre Dibny e Sue Dearbon, Dearbon ainda aparecerá na temporada, auxiliando o Time Flash "de uma forma inesperada". Wallace disse mais tarde que o enredo de Joe West na temporada seria "inspirado pelas mudanças sociais que acontecem no mundo de hoje".

### Escolha do elenco
Os membros do elenco principal Grant Gustin, Candice Patton, Danielle Panabaker, Carlos Valdes, Danielle Nicolet, Efrat Dor, Tom Cavanagh e Jesse L. Martin retornarão como Barry Allen / Flash, Iris West-Allen, Caitlin Snow / Nevasca, Cisco Ramon , Cecile Horton, Eva McCulloch, Harrison Nash Wells e Joe West. Apesar de Nash ser o único Harrison Wells remanescente com um corpo tangível na sexta temporada, Cavanagh disse, "se houver necessidade de outro Wells, pode haver outro Wells". Brandon McKnight e Kayla Compton, que reapareceu como Chester P. Runk e Allegra Garcia na sexta temporada, foram promovidos ao elenco principal na sétima temporada. Hartley Sawyer era esperado para retornar como Ralph Dibny / Homem Elástico na temporada, mas em junho de 2020, ele foi demitido da série depois que posts nas redes sociais com referências racistas e misóginas de antes de entrar na série ressurgiram.

### Filmagens
O episódio que teria sido o 20º da sexta temporada foi 90% filmado antes de ser anunciado como a estreia da sétima temporada. A temporada estava programada para começar a ser filmada em 1º de outubro de 2020. No entanto, em 29 de setembro, o início das filmagens foi adiado temporariamente, por causa de atrasos no recebimento dos resultados dos testes de COVID-19 para o elenco e a equipe. As filmagens começaram mais tarde em 9 de outubro e espera-se que sejam concluídas em 19 de maio de 2021.

## Marketing
No início de agosto de 2020, a The CW lançou vários pôsteres dos super-heróis do Universo Arrow usando máscaras faciais, incluindo o Flash, com todos os pôsteres com a legenda "Heróis de Verdade Usam Máscara". Essa tática de marketing foi usada para "aumentar a conscientização pública sobre a eficácia das coberturas faciais na prevenção da propagação de COVID-19".

## Exibição
A sétima temporada está programada para estrear em 03 de Março de 2021.. Apesar de estrear muito depois das temporadas anteriores, não se espera que tenha uma contagem de episódios mais curta. Em setembro de 2020, Wallace disse que o número de episódios para a temporada ainda não havia sido decidido, e que dependeria de quando a temporada começaria a ser filmada com segurança. Em 25 de maio de 2021, foi confirmado que o final da 7ª temporada será em 20 de julho, e que a temporada terá apenas 18 episódios, o que significa que a 7ª temporada é a mais curta ainda.

## Recepção

### Audiência
| №  | Título                        | Exibição original   | Rating/share (18–49) | Audiência (em milhões) | DVR (18–49) | Audiência em DVR (milhões) | Total (18–49) | Audiência total (em milhões) |
| -- | ----------------------------- | ------------------- | -------------------- | ---------------------- | ----------- | -------------------------- | ------------- | ---------------------------- |
| 1  | "All's Wells That Ends Wells" | 2 de março de 2021  | 0.3                  | 1.00                   | 0.3         | 0.93                       | 0.6           | 1.93                         |
| 2  | "The Speed of Thought"        | 9 de março de 2021  | 0.3                  | 0.99                   | 0.3         | 0.75                       | 0.6           | 1.74                         |
| 3  | "Mother"                      | 16 de março de 2021 | 0.2                  | 0.98                   | N/A         | N/A                        | N/A           | N/A                          |
| 4  | "Central City Strong"         | 23 de março de 2021 | 0.2                  | 0.98                   | N/A         | N/A                        | N/A           | N/A                          |
| 5  | "Fear Me"                     | 30 de março de 2021 | 0.2                  | 0.91                   | N/A         | N/A                        | N/A           | N/A                          |
| 6  | "The One With The Nineties"   | 6 de abril de 2021  | 0.3                  | 0.97                   | 0.2         | 0.66                       | 0.5           | 1.62                         |
| 7  | "Growing Pains"               | 13 de abril de 2021 | 0.3                  | 0.89                   | 0.3         | 0.71                       | 0.6           | 1.60                         |
| 8  | "The People V. Killer Frost"  | 4 de maio de 2021   | 0.2                  | 0.74                   | 0.2         | 0.66                       | 0.4           | 1.39                         |
| 9  | "Timeless"                    | 11 de maio de 2021  | 0.2                  | 0.74                   | 0.3         | 0.73                       | 0.5           | 1.47                         |
| 10 | "Family Matters, Part 1"      | 18 de maio de 2021  | 0.2                  | 0.67                   | 0.2         | 0.52                       | 0.4           | 1.19                         |
| 11 | "Family Matters, Part 2"      | 25 de maio de 2021  | 0.1                  | 0.64                   | 0.3         | 0.68                       | 0.4           | 1.32                         |
| 12 | "Good-Bye Vibrations"         | 8 de junho de 2021  | 0.2                  | 0.74                   | 0.2         | 0.60                       | 0.4           | 1.35                         |
| 13 | "Masquerade"                  | 15 de junho de 2021 | 0.2                  | 0.76                   | 0.2         | 0.48                       | 0.3           | 1.24                         |